# Gisela Harumová
Gisela Harumová (německy Gisela Harum) (1903 – 1995) byla rakouská šachová mistryně.
Celkem třikrát se zúčastnila turnaje o mistryni světa v šachu žen, kde obsadila nejlépe třetí místo v roce 1935 ve Varšavě. Byla přihlášena také v roce 1933 ve Folkestone, kde ale pro nemoc nemohla hrát a bylo ji započteno 14 kontumačních proher.
Na ženském superturnaji v Semmeringu roku 1936 skončila společně s Catharinou Roodzantovou na třetím a čtvrtém místě za Sonjou Grafovou a Claricí Beniniovou..

## Výsledky na MS v šachu žen
| Rok  | Turnaj                           | Místo      | Výsledek  | Pořadí  |
| 1927 | 1. mistrovství světa v šachu žen | Londýn     | +4 -6 =1  | 7.      |
| 1933 | 4. mistrovství světa v šachu žen | Folkestone | +0 -14 =0 | 8.      |
| 1935 | 5. mistrovství světa v šachu žen | Varšava    | +5 -2 =2  | 3.      |
| 1937 | 6. mistrovství světa v šachu žen | Stockholm  | 6,5/14    | 17.-20. |